# Dzikie łowy (film 2016)
Dzikie łowy – nowozelandzki komediodramat przygodowy  z 2016 roku w reżyserii Taiki Waititiego, na podstawie książki Barry’ego Crumpa Wild Pork and Watercress.

## Fabuła
Ricky Baker (Julian Dennison) trafia do zastępczej rodziny mieszkającej na wsi w Nowej Zelandii. Chłopak dobrze się tam czuje, lecz wkrótce przybrana matka (Rima Te Wiata) umiera, a jej mąż, Hector (Sam Neill), traci opiekę nad dzieckiem. Ricky zamiast wracać do domu dziecka ucieka w głąb buszu, gdzie szybko się gubi i nie udaje mu się znaleźć jedzenia.
Jego opiekun odnajduje chłopca i prowadzi z powrotem, lecz łamie nogę, przez co muszą zostać w lesie. Gdy stan Heca się poprawia, udają się w dalszą drogę, lecz tym razem popadają w konflikt z grupą napotkanych myśliwych. Zamiast ryzykować konfrontację z władzami wolą ucieczkę w dzikie ostępy. Zaczyna się za nimi pościg, w który angażują się z czasem znaczne siły.

## Obsada

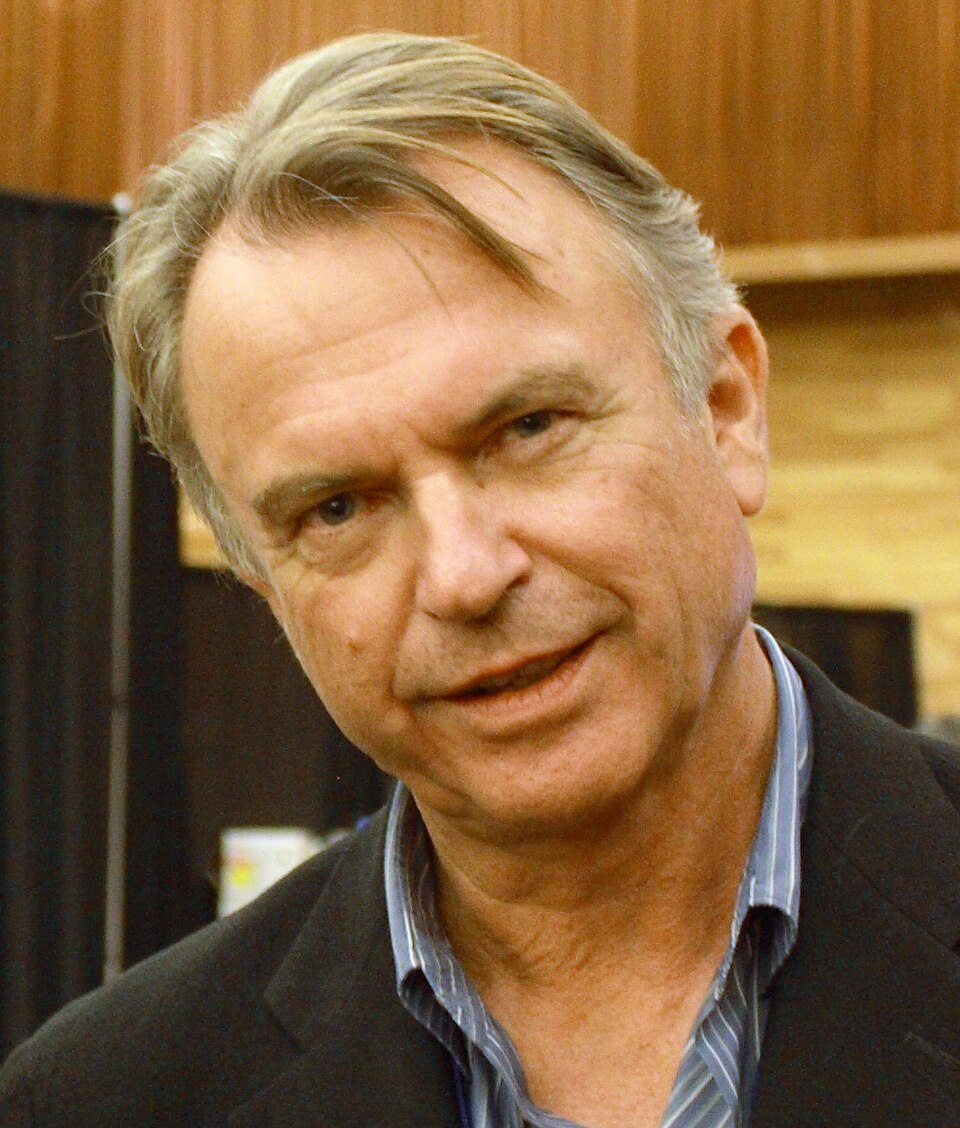
Neill (2010)

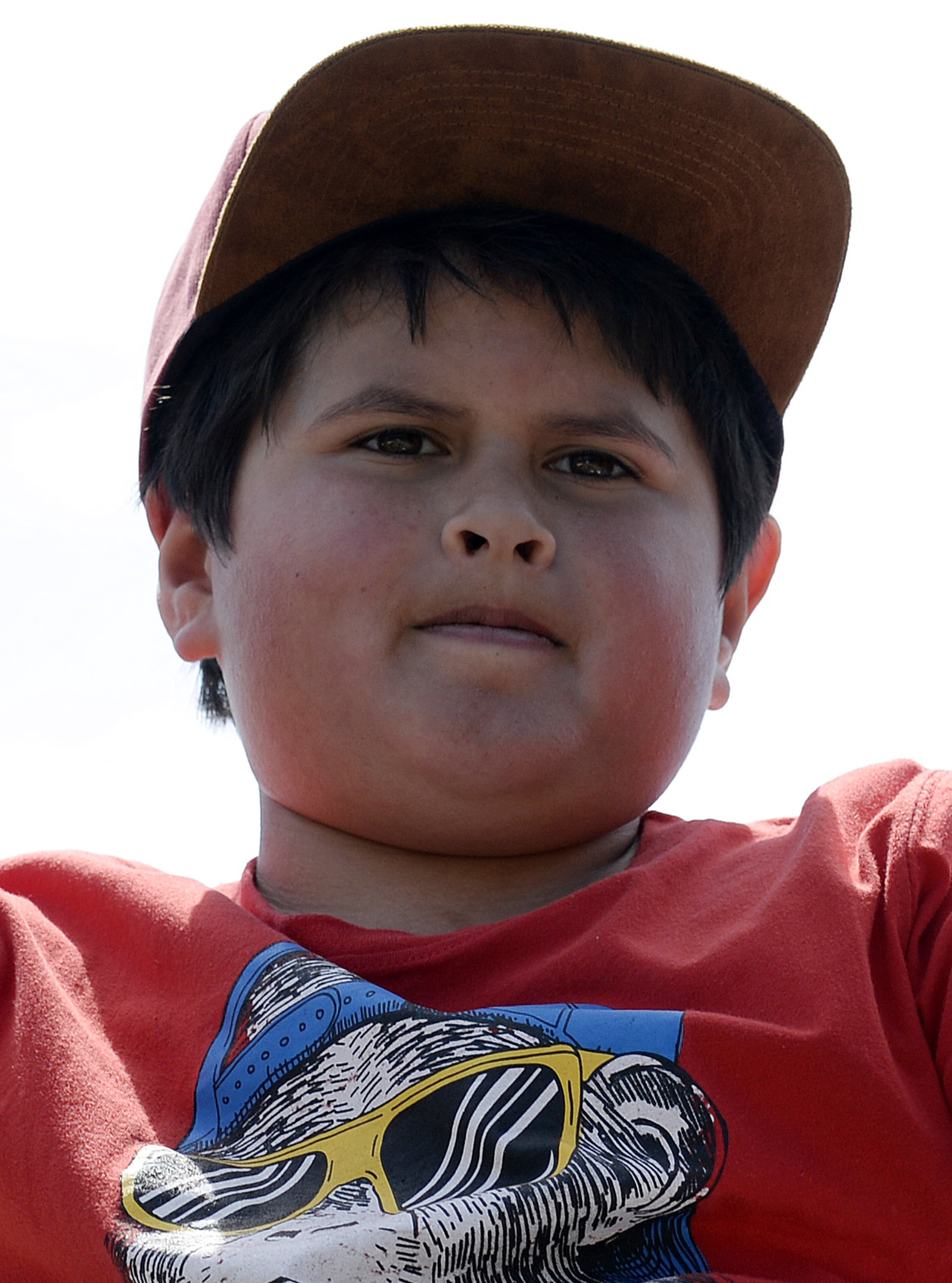
Dennison (2013)

| Aktor                     | Rola         |
| ------------------------- | ------------ |
| Sam Neill                 | wujek Hec    |
| Julian Dennison           | Ricky Baker  |
| Rima Te Wiata             | ciocia Bella |
| Rachel House              | Paula        |
| Rhys Darby                | Psycho Sam   |
| Oscar Kightley            | Andy         |
| Stan Walker               | Ron          |
| Tioreore Ngatai-Melbourne | Kahu         |
| Troy Kingi                | TK           |
| Cohen Holloway            | Hugh         |
| Mike Minogue              | Joe          |
| Hamish Parkinson          | Gavin        |
| Lloyd Scott               | turysta      |
| Taika Waititi             | duchowny     |

## Odbiór

### Box office
Budżet filmu jest szacowany na 2,5 miliona dolarów. W Stanach Zjednoczonych i Kanadzie film zarobił ponad 5,2 mln USD. W innych krajach przychody wyniosły ponad 17,8 mln, a łączny przychód z biletów ponad 23 miliony dolarów.

### Krytyka w mediach
Film spotkał się z dobrą reakcją krytyków. W serwisie Rotten Tomatoes 97% z 202 recenzji jest pozytywne, a średnia ocen wyniosła 7,90/10. Na portalu Metacritic średnia ocen z 30 recenzji wyniosła 81 punktów na 100.